# Preben Fjære Brynemo
Preben Fjære Brynemo (* 14. August 1977) ist ein ehemaliger norwegischer Nordischer Kombinierer.

## Werdegang
In den ersten Jahren seiner Karriere startete Preben Fjære Brynemo vorwiegend im B-Weltcup der Nordischen Kombination. Dort verbuchte er in der Saison 1997/98 den dritten Rang der Gesamtwertung. Im darauffolgenden Jahr konnte er sich noch einmal steigern und gewann die Gesamtwertung. Insgesamt konnte er zwei Tagessiege erringen.
Seine ersten Wettkämpfe im Weltcup der Nordischen Kombination bestritt Brynemo im Jahr 1999. Sein bestes Resultat in dieser Wettbewerbsserie war ein dritter Platz in einem Gundersen-Wettkampf von der Großschanze, der am 1. Dezember 2001 in Lillehammer stattfand. Dies stellt zugleich seine einzige Podiumsplatzierung im Weltcup dar.
Bei den Nordischen Junioren-Skiweltmeisterschaften 1996 im italienischen Asiago gewann er im Teamwettbewerb gemeinsam mit Sverre Rotevatn und Kristian Hammer die Goldmedaille. Seinen einzigen Wettkampf bei Nordischen Skiweltmeisterschaften absolvierte er 2001 in Lahti. Hier belegte er im Sprint den 49. Platz. Zudem nahm er an den Olympischen Winterspielen 2002 in Salt Lake City teil. Hier erreichte er im Gundersen-Wettbewerb von der Normalschanze den 22. und im Sprint von der Großschanze den 30. Rang.
Sein letztes internationales Rennen absolvierte Preben Fjære Brynemo am 14. März 2003 in Lahti.

## Erfolge

### Olympische Winterspiele
- Salt Lake City 2002: 22. Gundersen (K 90/15 km), 30. Sprint (K 120/7,5 km)

### Nordische Skiweltmeisterschaften
- Lahti 2001: 49. Sprint (K 116/7,5 km)

### Nordische Junioren-Skiweltmeisterschaften
- Asiago 1996: 1. Team (K 90/3 × 5 km)

### Weltcup-Platzierungen
| Saison  | Platz | Punkte |
| ------- | ----- | ------ |
| 1998/99 | 54.   | 009    |
| 1999/00 | 28.   | 338    |
| 2000/01 | 17.   | 427    |
| 2001/02 | 25.   | 409    |
| 2002/03 | 38.   | 081    |

### B-Weltcup-Siege im Einzel
| Nr. | Datum            | Ort         | Disziplin |
| --- | ---------------- | ----------- | --------- |
| 1.  | 28. Februar 1998 | Baiersbronn | Sprint    |
| 2.  | 7. März 1999     | Klingenthal | Gundersen |

### B-Weltcup-Platzierungen
| Saison  | Platz | Punkte |
| ------- | ----- | ------ |
| 1996/97 | 63.   | 010    |
| 1997/98 | 03.   | 197    |
| 1998/99 | 01.   | 239    |
| 2002/03 | 17.   | 044    |